# Nußdorf ob der Traisen
Pour les articles homonymes, voir Nußdorf.
Nußdorf ob der Traisen est une commune autrichienne du district de Sankt Pölten-Land en Basse-Autriche.

## Histoire
Un musée témoigne de la présence humaine depuis plus de 30.000 ans, plus particulièrement à l'âge du bronze.